# Athletic Club 2002-2003
La pagina racchiude la rosa dell'Athletic Club nella stagione 2002-03

## Rosa
| N. |                   | Ruolo | Calciatore         |
| -- | ----------------- | ----- | ------------------ |
| 1  | Spagna (bandiera) | P     | Iñaki Lafuente     |
| 2  | Spagna (bandiera) | D     | Iñigo Larrainzar   |
| 3  | Spagna (bandiera) | D     | Aitor Larrazabal   |
| 4  | Spagna (bandiera) | D     | Aitor Karanka      |
| 5  | Spagna (bandiera) | D     | Carlos García      |
| 6  | Spagna (bandiera) | C     | Josu Urrutia       |
| 7  | Spagna (bandiera) | D     | Óscar Vales        |
| 8  | Spagna (bandiera) | C     | Julen Guerrero     |
| 9  | Spagna (bandiera) | A     | Santiago Ezquerro  |
| 10 | Spagna (bandiera) | C     | Francisco Yeste    |
| 11 | Spagna (bandiera) | C     | Javier González    |
| 12 | Spagna (bandiera) | D     | Jesús María Lacruz |
| 13 | Spagna (bandiera) | P     | Daniel Aranzubía   |
| 14 | Spagna (bandiera) | D     | Luis Prieto        |

| N. |                   | Ruolo | Calciatore        |
| -- | ----------------- | ----- | ----------------- |
| 15 | Spagna (bandiera) | D     | Felipe Guréndez   |
| 16 | Spagna (bandiera) | C     | Pablo Orbaiz      |
| 17 | Spagna (bandiera) | A     | Joseba Etxeberria |
| 18 | Spagna (bandiera) | D     | Bittor Alkiza     |
| 19 | Spagna (bandiera) | D     | Asier Del Horno   |
| 20 | Spagna (bandiera) | A     | Ismael Urzaiz     |
| 21 | Spagna (bandiera) | D     | Ander Murillo     |
| 22 | Spagna (bandiera) | D     | Aitor Ocio        |
| 23 | Spagna (bandiera) | A     | Tiko              |
| 24 | Spagna (bandiera) | C     | César             |
| 28 | Spagna (bandiera) | C     | Carlos Gurpegi    |
| 29 | Spagna (bandiera) | A     | Joseba Arriaga    |
| 30 | Spagna (bandiera) | A     | Aritz Aduriz      |
| 48 | Spagna (bandiera) | C     | Igor Angulo       |

### Staff tecnico
- Allenatore:  Jupp Heynckes

Come da politica societaria la squadra è composta interamente da giocatori nati in una delle sette province di Euskal Herria o cresciuti calcisticamente nel vivaio di società basche.

### Statistiche
- 35: Ezquerro
- 33: Etxeberria
- 32: Tiko
- 31: Javi González, Alkiza, Urzaiz
- 28: Yeste, Arriaga
- 27: Gurpegi
- 25: Aranzubia
- 24: Karanka, Óscar Vales, Del Horno
- 22: Lacruz
- 21: Larrazabal
- 19: Aitor Ocio
- 18: Murillo
- 17: Prieto
- 14: Guerrero
- 13: Lafuente
- 10: César
- 6: Felipe
- 5: Larrainzar, Orbaiz
- 3: Aduriz
- 1: Carlos García, Angulo
- 0: Urrutia

- 14: Etxeberria, Urzaiz
- 11: Ezquerro
- 6: Yeste
- 4: Del Horno, Gurpegi
- 2: Larrazabal, Karanka, Tiko
- 1: Alkiza, Aitor Ocio, Arriaga

## Vittorie e piazzamenti
- Primera División: 7°
- Copa del Rey: Dopo aver eliminato l'Amurrio (1-2 il risultato), l'Athletic viene eliminato nei sedicesimi di finale dal Real Unión per 2-1.